# شبرمبرغ
اشبرمبرغ (بالألمانية: Spremberg) هي بلدة ألمانية تقع في ألمانيا في Spree-Neiße. يقدر عدد سكانها بـ 25,952 نسمة .

## المدن التوأمة
مدن Grand Forks, British Columbia وSzprotawa هي مدن توأمة لـاشبرمبرغ.

## أعلام
- مايك فيرنر
- رينات يونكر
- اروين شتريتماتر
- أوتو أوستروفسكي
- ديرك ماير